# Symbolon
Een symbolon is een 'gesegmenteerde code' en werd al in het oude Griekenland gebruikt om geheime informatie vast te leggen. De code in kwestie werd 'in stukken verdeeld' en op verschillende locaties opgeborgen, zodat men alle delen van de code moest verzamelen om het geheim of de informatie die in het symbolon was opgenomen, te kunnen ontrafelen.

## Achtergrond
Het woord 'symbolon' vormt de oorsprong van het moderne woord symbool, maar wordt weinig tot nooit gebruikt. Wel zijn ze van nut voor moderne cryptografen, die deze 'gesegmenteerde' codes voortdurend gebruiken om de veiligheid van de informatie te waarborgen.